# Condado de Deuel (Dakota do Sul)
O Condado de Deuel é um dos 66 condados do Estado americano da Dakota do Sul. A sede do condado é Clear Lake, e sua maior cidade é Clear Lake. O condado possui uma área de 1 649 km² (dos quais 34 km² estão cobertos por água), uma população de 4 498 habitantes, e uma densidade populacional de 3 hab/km² (segundo o censo nacional de 2000).